# Cyntoia Brown
Cyntoia Brown (Tennessee, 1988) és una dona condemnada a cadena perpètua perquè amb 16 anys va matar Johnny Allen, qui la maltractava i l'obligava a prostituir-se.
Després de marxar de casa la noia va ser víctima de màfies de prostitució. Va viure amb un home de 24 anys anomenat Cut-throat que va abusar sexualment d'ella i l'obligava a prostituir-se. Johnny Allen se la va endur a casa seva i la va violar abans que ella agafés una pistola del bolso i matés al seu agressor.
El judici va ser el 2006, i Brown va dir que havia estat colpejada, escanyada, arrossegada i violada de manera habitual a casa seva. Va ser condemnada a cadena perpètua per assassinat i prostitució. Segons la legislació de Tennessee, no podria gaudir de llibertat condicional fins 51 anys més tard, quan en tingui 69.
El 2011 es va emetre un documental i va generar tal pressió que es van canviar les lleis sobre el tràfic sexual i la prostitució de Tennessee. L'autor del documental Me Facing Life: Cyntoia’s Story, Dan Birman, va explicar que la família de la nena portava tres generacions de violència contra les dones.
El cas va tornar a sortir a la llum pública el novembre de 2017 després de la publicació d'un reportatge de la cadena Fox, que va informar els 13 anys de presó. Per aquest motiu diversos famosos van demanar el seu alliberament a les xarxes socials. Entre aquests famosos hi havia Rihanna, Cara Delevingne, Kim Kardashian, Cara Delevingne, LeBron James i Snoop Dogg.